# Leonidas II van Sparta
Leonidas II (Grieks: Λεωνίδας) was, van 256 tot aan zijn dood in ± 235 v.Chr., koning van Sparta uit het huis der Agiaden.
Hij was de zoon van de Spartaanse prins Cleonymus, en trad aanvankelijk op als beschermer en voogd van de postume zoon van Acrotatus, de kleine Areus II, zijn naaste verwant. Toen deze in 256 v.Chr. op de leeftijd van 8 overleed, besteeg Leonidas de troon als diens wettige opvolger. Hij moet toen zelf reeds op gevorderde leeftijd zijn geweest.
Een groot deel van zijn leven had Leonidas II doorgebracht aan de hoven van Seleucus I Nicator en zijn satrapen, en hij was er zelfs getrouwd met een Aziatische vrouw, met wie hij twee kinderen had. Dat was waarschijnlijk de voornaamste reden waarom hij het als koning, op het vlak van de buitenlandse politiek, over een heel andere boeg gooide dan zijn voorgangers, die aangestuurd hadden op een alliantie met Ptolemaeïsch Egypte.
De levenswijze die Leonidas zich in het Oosten had eigengemaakt, verschilde danig van de traditionele Spartaanse eenvoud en soberheid, en daarom stond hij zeer sceptisch tegenover de geplande hervormingen van Agis IV, zijn ambtgenoot uit het huis der Eurypontiden. Aanvankelijk probeerde hij door intrigeren die hervormingen te dwarsbomen. Door de lasterlijke boodschap te verspreiden dat Agis de armen wilde omkopen met de bezittingen van de rijken, met de bedoeling op die manier tiran van Sparta te worden, wist hij te verhinderen dat de hervormingen goedgekeurd werden. Leonidas' politieke tegenstanders probeerden toen met hem af te rekenen door een oude wet op te diepen die inhield dat een koning van Sparta nooit in het buitenland mocht verblijven, en evenmin mocht trouwen met een buitenlandse. Om aan gerechtelijke vervolging te ontsnappen zocht Leonidas asiel in de tempel van Athena Chalkioikos op de Spartaanse akropolis. Hij werd bij verstek afgezet, en zijn troon ging over (242 v.Chr.) naar zijn schoonzoon Cleombrotus, waarna hij zelf in ballingschap ging in Tegea.
Twee jaar later keerden echter de kansen: Leonidas II kon naar Sparta terugkeren en werd in eer hersteld. Cleombrotus vluchtte naar Egypte, waarna Leonidas en zijn aanhangers Agis IV uit de weg lieten ruimen. Vervolgens dwong hij Agiatis, de weduwe van Agis, tot een huwelijk met zijn eigen zoon Cleomenes. Wat er met Eurydamidas, de zoon uit het huwelijk van Agis en Agiatis gebeurde is niet geheel duidelijk ...
Zo werd Leonidas II in feite alleenheerser in Sparta. Als we de historicus Plutarchus mogen geloven, verwaarloosde hij voor de rest van zijn regering op schromelijke wijze de staatszaken en bekommerde hij zich enkel om de handhaving van zijn luxueuze leven. Hij overleed rond 235 v.Chr. en werd opgevolgd door zijn zoon Cleomenes III.